# Piața Victoriei (metrostation)
Piața Victoriei is een metrostation in Boekarest. Het is een overstapstation voor de metrolijnen M1 en M2 en ligt onder het Piața Victoriei (Victoriaplein). Station Piața Victoriei werd op 24 oktober 1987 geopend voor lijn 2; lijn 1 volgde op 17 augustus 1989. In de buurt van het station ligt het Victoriapaleis, de zetel van de Roemeense regering. De dichtstbijzijnde andere metrostations zijn Ștefan cel Mare en Gara de Nord 1.
Van Dristor 2 tot Pantelimon:
Dristor 2 · Piața Muncii · Iancului · Obor · Ştefan cel Mare · Piața Victoriei · Gara de Nord 1 · Basarab · Crângaşi · Semănătoarea · Grozăveşti · Eroilor · Izvor · Piaţa Unirii · Timpuri Noi · Mihai Bravu · Dristor 1 · Nicolae Grigorescu · Titan · Costin Georgian · Republica · Pantelimon
Pipera · Aurel Vlaicu · Aviatorilor · Piața Victoriei · Piaţa Romană · Universităţii · Piaţa Unirii · Tineretului · Eroii Revoluţiei · Constantin Brâncoveanu · Piaţa Sudului · Apărătorii Patriei · Dimitrie Leonida · Berceni